# Torpacarus schatzi
Torpacarus schatzi är en kvalsterart som beskrevs av František Starý 1998. Torpacarus schatzi ingår i släktet Torpacarus och familjen Lohmanniidae. Inga underarter finns listade i Catalogue of Life.